# Ingrid Wirsin
Ingrid Elisabeth Wirsin, född 24 januari 1930, död 27 mars 2024 i Fässbergs distrikt, var en svensk journalist och författare. Wirsin arbetade på Göteborgs-Posten 1969-1994 och skrev flera böcker om Göteborgs historia. 
Wirsin växte upp i Landvetter. Hon utbildade sig till journalist på Göteborgs högskola i början av 1950-talet. Hon arbetade på Bohusläningen och Aftonposten i Göteborg samt som frilansare. Under sina år på Göteborgs-Posten skrev hon en rad artiklar om stadsbyggnad och bevarandefrågor, bland annat i samband med rivningarna i Haga.
Hennes far Hilding Wirsin, tidigare Carlsson, drev en pappershandel, Hilding Carlssons pappershandel, på Husargatan 23.